# Двірець (Миргородський район)
Двірець (до 2025 — Радченкове) —  село в Україні, в Комишнянській селищній громаді Миргородського району Полтавської області. Населення становить 27 осіб. До 2020 року орган місцевого самоврядування — Черевківська сільська рада.

## Історія
05 червня 2025 року відповідно до Постанови Верховної Ради України № 4483-IX село Радченкове було перейменовано на село Двірець. Постанова набула чинності 18 червня 2025 року.

## Географія
Село Двірець знаходиться на лівому березі річки Хорол, вище за течією на відстані 1 км розташоване село Черевки, нижче за течією на відстані 1 км розташоване село Бакумівка. На відстані 0,5 км розташоване село Новоселиця. Річка в цьому місці звивиста, утворює лимани, стариці та заболочені озера.